# Eysturkommuna
Eysturkommuna is een gemeente in het oosten van het eiland Eysturoy, op de Faeröer. De hoofdplaats is Leirvík.
De gemeente is op 1 januari 2009 ontstaan door de samenvoeging van de gemeenten Gøtu kommuna en Leirvíkar kommuna en omvat de plaatsen Gøtueiði, Gøtugjógv, Leirvík, Norðragøta en Syðrugøta.